# Tancredi Falletti Di Barolo
Pour les personnes ayant le même patronyme, voir Faletti et Barolo.
 (mars 2019).
Si vous disposez d'ouvrages ou d'articles de référence ou si vous connaissez des sites web de qualité traitant du thème abordé ici, merci de compléter l'article en donnant les références utiles à sa vérifiabilité et en les liant à la section « Notes et références ».
Tancredi Falletti Di Barolo, né le 26 octobre 1782 et mort le 4 septembre 1838, était un noble et homme d'État italien, maire de Turin et fondateur des Sœurs de Sainte-Anne de Turin. L'Église catholique a entamé la cause pour sa béatification et lui a déjà décerné le titre de vénérable. 

## Biographie
Fils d'Ottavio Faletti di Barolo, il reçoit une éducation soignée. Sa jeunesse est rythmée par des voyages en Europe où il fréquente l'aristocratie. Devenu Garde d'honneur à la cour de Napoléon Bonaparte, c'est à la cour qu'il rencontre Juliette Colbert, qu'il épouse le 18 août 1806 à Paris. Élevé au rang de comte par l'Empereur, Tancredi s'installe avec sa femme à Turin, où il prend part à la vie politique de la ville. De 1826 à 1827, il sera le maire de la cité turinoise. Au cours de son bref mandat, il lança plusieurs initiatives en faveur des plus nécessiteux, comme l'école gratuite pour les enfants pauvres. 
En 1834, avec sa femme, il fonde la Congrégation des Sœurs de Sainte-Anne de Turin. 
En 1835, au cours de l'épidémie de choléra, il organise les mesures préventives et les soins hospitaliers pour accueillir les malades. Son dévouement fut tel qu'il fut contaminé, et mourut trois ans plus tard, rongé par la maladie. 

## Béatification
Le 21 décembre 2018, le pape François a reconnu l'héroïcité des vertus de Tancredi, lui décernant ainsi le titre de vénérable. Sa femme Juliette a également été reconnue vénérable en 2015. 